# 港南台郵便局
港南台郵便局（こうなんだいゆうびんきょく）は神奈川県横浜市港南区にある郵便局。民営化前の分類では集配普通郵便局であった。

## 概要
住所：〒234-8799 神奈川県横浜市港南区港南台8-11-3

## 沿革
- 1995年（平成7年）3月27日 - 港南台郵便局として、港南区港南台八丁目に開局[1][2]。港南郵便局より集配業務の一部を移管。
- 1999年（平成11年） - 外国通貨の両替および旅行小切手の売買に関する業務取扱を開始。
- 2007年（平成19年）10月1日 - 民営化に伴い、併設された郵便事業港南台支店に一部業務を移管。
- 2012年（平成24年）10月1日 - 日本郵便株式会社発足に伴い、郵便事業港南台支店を港南台郵便局に統合。

## 取扱内容
- 郵便、印紙、ゆうパック、内容証明
- 貯金、為替、振替、振込、国際送金、外貨両替・トラベラーズチェック、国債、投資信託
- 生命保険、バイク自賠責保険
- 地方公共団体事務（横浜市敬老特別乗車証の交付）
- ゆうちょ銀行ATM
- 「234-00xx」区域（横浜市港南区の一部）の集配業務
郵便ポストからの取集は港南区全域を港南郵便局が行っており、当局はコンビニポストおよび港南台局前ポストのみ取集している
- ゆうゆう窓口

## 周辺
- 神奈川県立横浜栄高等学校
- 瀬上市民の森

## アクセス
- JR根岸線 港南台駅から南東へ約1.9km（徒歩約22分）
- 横浜市営バス 臼杵停留所下車
- 横浜横須賀道路 港南台ICから西へ約600m
- 駐車場あり：8台